# Parroquia de Saint Luke
Saint Luke es una de las 10 parroquias administrativas de Dominica. Limita con Saint George al norte, Saint Mark al sur, y Saint Patrick al este.
La parroquia es una de las menos pobladas y de menor superficie de Dominica. Con 7.80 km² de superficie su población según estimación de 2010 era de 1591 habitantes, con una densidad de 204 habitantes por kilómetro cuadrado.
Pointe Michel  es la capital y única localidad de la parroquia.